# Veolia Transport

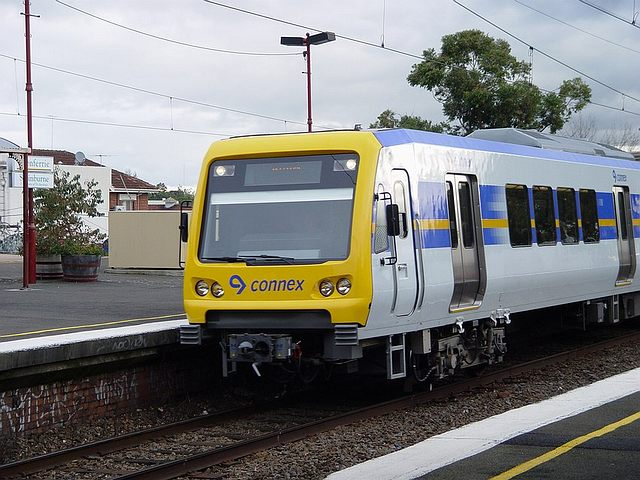
Ett Connex-tåg i Melbourne

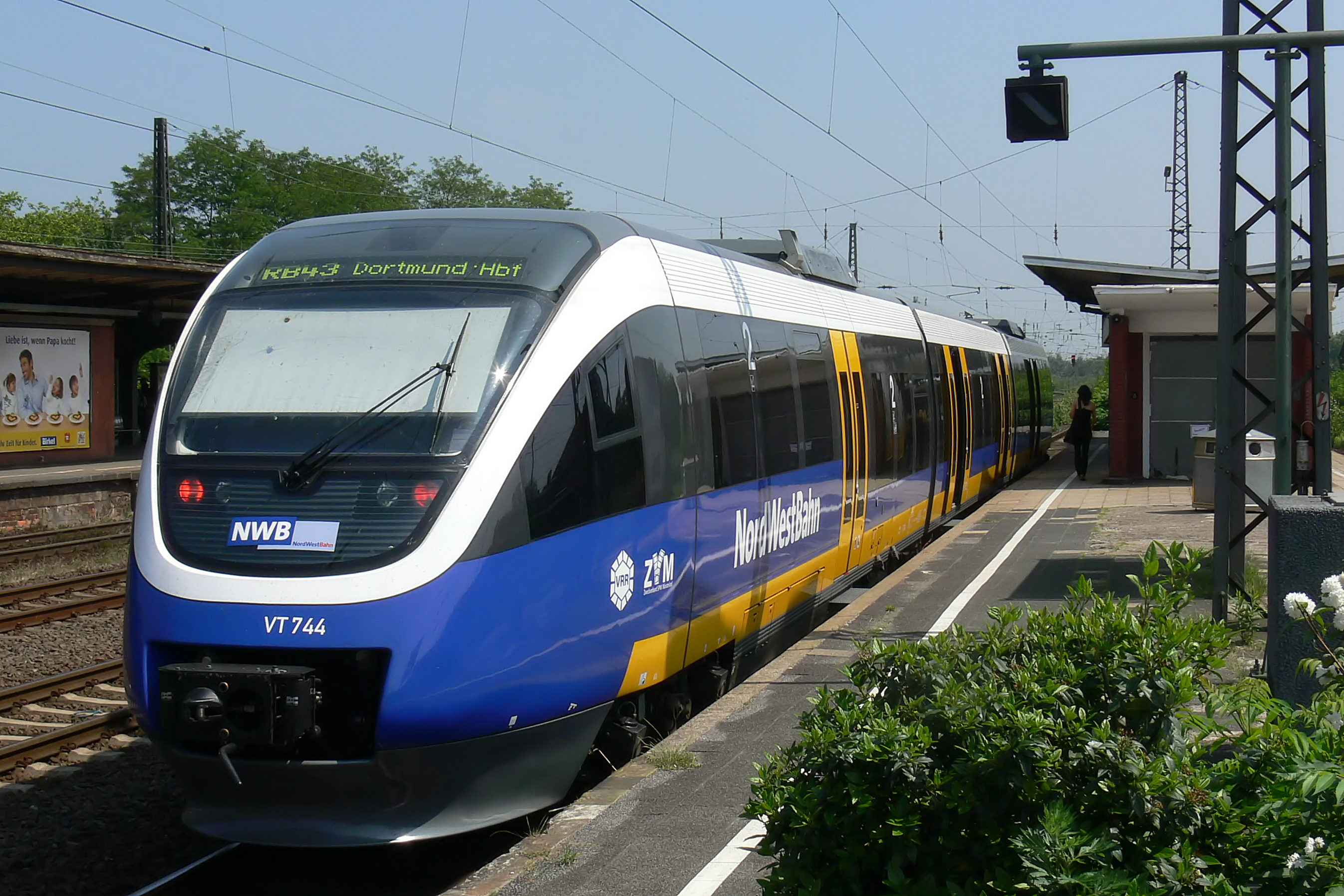
Bombardier Talent, tillhörande NordWestBahn

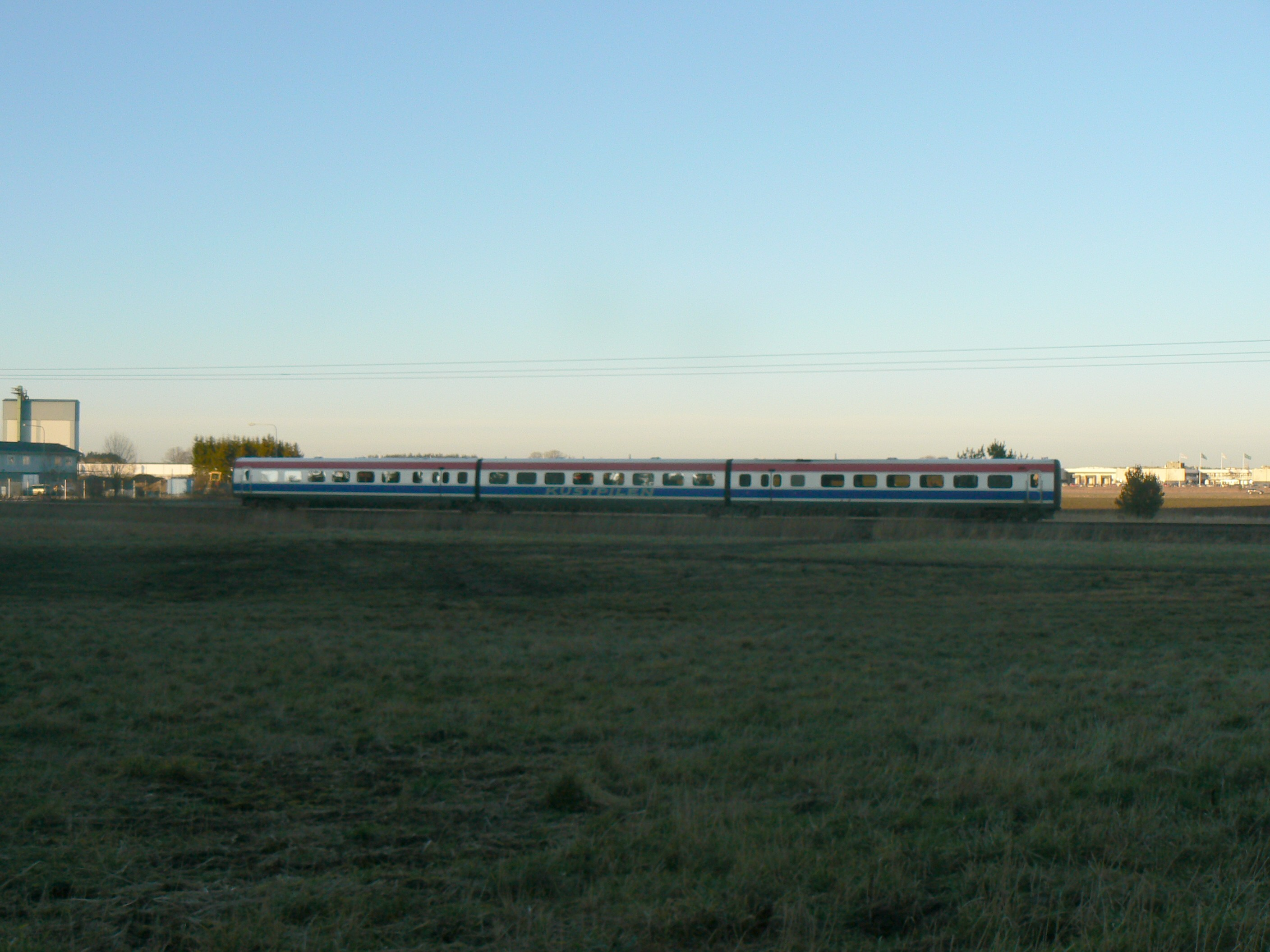
Kustpilen, mellan Linköping, Västervik och Kalmar

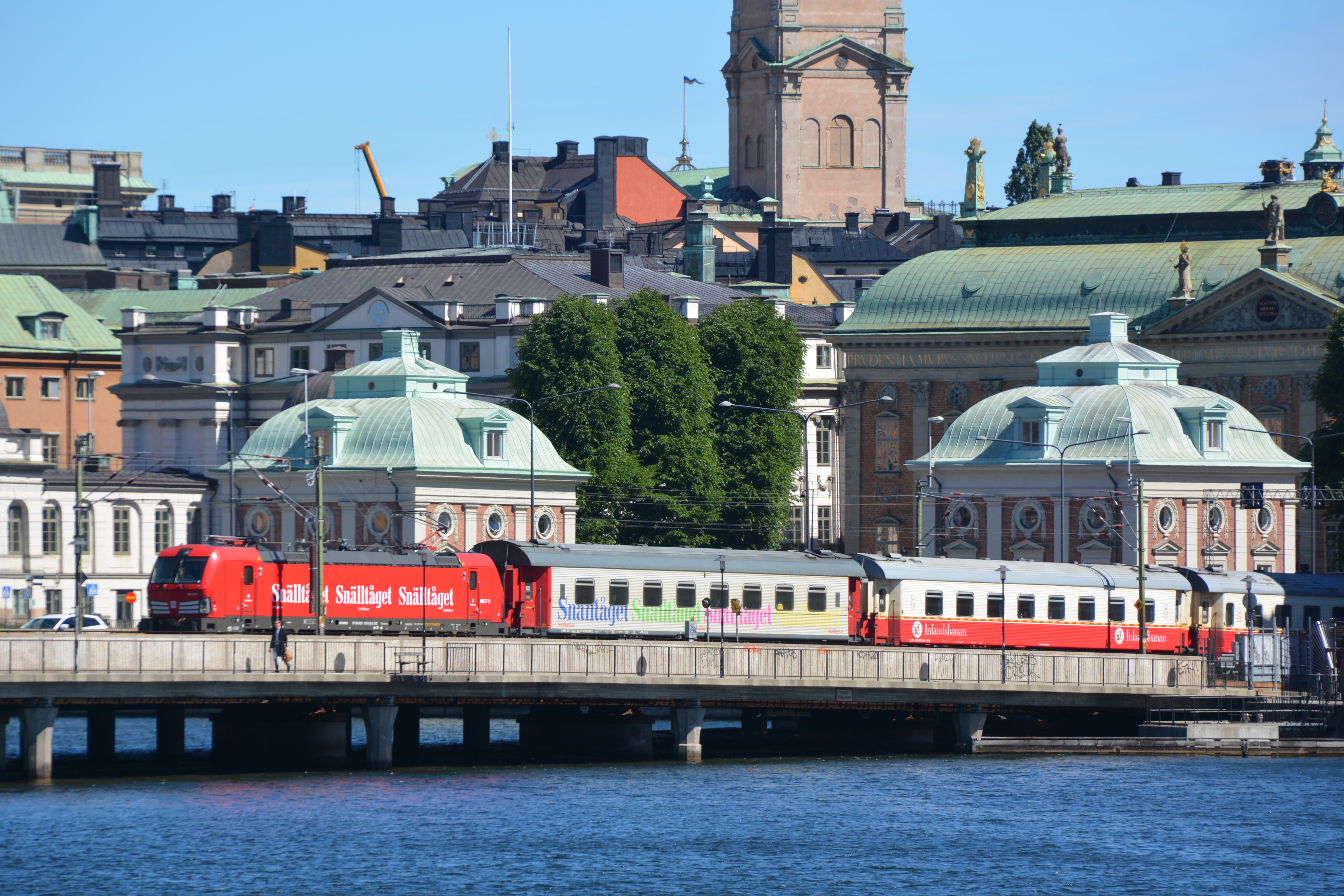
Snälltåget vid Riddarholmen i Stockholm

Veolia Transport var det multinationella företaget Veolias dotterbolag för drift av kollektivtrafik på entreprenad över hela världen i en mängd länder, bland andra Australien, Belgien, Colombia, Tjeckien, Danmark, Finland, Frankrike, Nederländerna, Storbritannien, Irland, Israel, Kina, Norge, Sverige och USA. Sätet fanns i Frankrike. Företaget ägdes av Veolia Environnement, tidigare Vivendi Environmental. Bolagets svenska och norska verksamhet hette tidigare Connex och innan dess CGEA. Företaget uppgick 2011 i Veolia Transdev genom sammanslagning med Transdev. 

## Verksamhet Sverige
Verksamheten i Sverige startade när det franska företaget CGEA köpte AB Linjebuss från Johnson-koncernen 1998. CGEA:s transportverksamhet i Europa slogs 1999 samman i CGEA Transport AB och samma år köptes 60% av SL Tunnelbanan AB från AB Storstockholms Lokaltrafik (SL). Resterande 40% köptes 2002. Bolaget byte år 2000 namn till Connex Transport AB och efter en omorganisation 2005 till Connex Northern Europe AB. Connex ägdes av Veolia Environnement som 2005 bestämde att Veolia skulle ingå i alla företagsnamn. Den 17 februari 2006 blev företaget Veolia Transport Northern Europe AB.
Det trafikutövande bolaget i Sverige, Veolia Transport Sverige AB, var en sammanslagning av i huvudsak av två ursprungligen svenska företag AB Linjebuss och SL Tunnelbanan AB och hade kontrakten för driften av Stockholms tunnelbana,  Saltsjöbanan, Lidingöbanan, Nockebybanan och Tvärbanan (Gullmarsplan-Alvik). 
Veolia Transport Sverige AB var ett tjänsteföretag, som i första hand levererade trafik. Detta innebär för busstrafikens del, att Veolia ägde och underhöll bussar, bemannade dem och ansvararde för att de trafikerar offentliga linjenät enligt en av trafikhuvudmannen fastställd tidtabell. Utöver detta utförde företaget viss trafik på privata uppdrag. För den spårbundna trafiken fungerade Veolia Transport som trafikutövare, vilket innebär att man gentemot passagerarna, och myndigheterna, själv ansvarar för att trafiken utförs på ett säkert och tidtabellsenligt sätt. Fordonen tillhandahålls däremot av offentliga organ: i länstrafiken av trafikhuvudmannen.

### Egen verksamhet i Sverige
I Sverige bedrevs tågtrafik i egen regi, sedan november 2013 under namnet Snälltåget, på sträckan Malmö-Stockholm och Malmö-Duved via Stockholm. Under sommaren gick ett nattåg till Berlin via Trelleborg och färja till Tyskland. Veolia Transport i Sverige ägde även FAC Flygbussarna Airport Coaches AB som trafikerar sju flygplatser i Sverige. 
Taxibolaget Taxi stor och liten i Gävle AB köptes 2007 men såldes senare.

### Tidigare entreprenader i Sverige
Veolia Transport Sverige AB körde kollektivtrafik enligt olika avtal:
- Busslinjer i Göteborg för Västtrafik.
- Båttrafik i Göteborgs skärgård via dotterbolaget Styrsöbolaget för Västtrafik.
- Kustbussarna - går sträckan E4:an Sundsvall - Haparanda för Norrbottens län, Västerbottens län och Västernorrlands län.
- Buss- och spårvägstrafik för Östgötatrafiken.
- Busstrafik för Länstrafiken Sörmland, Länstrafiken Kronoberg, Länstrafiken Norrbotten, Skånetrafiken, Värmlandstrafik, Kollektivtrafikmyndigheten i Västernorrlands län.
- Kustpilen på Stångådalsbanan och Tjustbanan för Kalmar länstrafik.
- Öresundstågstrafiken efter att tagit över från DSBFirst 11 december 2011 till följd av de ekonomiska problemen vid DSBFirst[8].
- Krösatågen Nord och Syd för Hallandstrafiken, Jönköpings länstrafik, Länstrafiken Kronoberg, Kalmar länstrafik, Blekingetrafiken, Skånetrafiken
- Stockholms tunnelbana – kontraktet löpte ursprungligen till 2004 men förlängdes till 2009.
- Kontrakten för Saltsjöbanan, Lidingöbanan, Nockebybanan och Tvärbanan upphörde 2012.[9][10]